# Heineken Open 2009 - Qualificazioni singolare
Le qualificazioni del singolare  dell'Heineken Open 2009 sono state un torneo di tennis preliminare per accedere alla fase finale della manifestazione. I vincitori dell'ultimo turno sono entrati di diritto nel tabellone principale. In caso di ritiro di uno o più giocatori aventi diritto a questi sono subentrati i lucky loser, ossia i giocatori che hanno perso nell'ultimo turno ma che avevano una classifica più alta rispetto agli altri partecipanti che avevano comunque perso nel turno finale.
Le qualificazioni del Heineken Open  2009 prevedevano 32 partecipanti di cui 8 sono entrati nel tabellone principale.

## Teste di serie
1. Assente
2. Óscar Hernández (Qualificato)
3. Bobby Reynolds (Qualificato)
4. Iván Navarro (ultimo turno)

1. Gilles Müller (primo turno)
2. Diego Junqueira (ultimo turno)
3. Vince Spadea (ultimo turno)
4. Thomaz Bellucci (Qualificato)

## Qualificati
1. Rohan Bopanna
2. Gilles Müller
3. Óscar Hernández
4. Colin Ebelthite

1. Bobby Reynolds
2. Matwé Middelkoop
3. John Isner
4. Thomaz Bellucci

## Tabellone

### Legenda
| - Q = Qualificato - WC = Wild card - LL = Lucky loser | - ALT = Alternate - SE = Special Exempt - PR = Protected Ranking | - w/o = Walkover - r = Ritirato - d = Squalificato |

### Sezione 1
|  | Primo turno       | Primo turno       | Primo turno | Primo turno | Primo turno |  |  | Ultimo turno  | Ultimo turno  | Ultimo turno | Ultimo turno | Ultimo turno |  |
|  |                   |                   |             |             |             |  |  |               |               |              |              |              |  |
|  | Benoît Paire      | Benoît Paire      | 4           | 6           | 6           |  |  |               |               |              |              |              |  |
|  | Jaroslav Pospíšil | Jaroslav Pospíšil | 6           | 1           | 2           |  |  | Benoît Paire  | Benoît Paire  | 7            | 3            | 2            |  |
|  | Rohan Bopanna     | Rohan Bopanna     | 65          | 6           | 6           |  |  | Rohan Bopanna | Rohan Bopanna | 5            | 6            | 6            |  |
|  | Adam Thompson     | Adam Thompson     | 7           | 3           | 4           |  |  |               |               |              |              |              |  |

### Sezione 2
|  | Primo turno          | Primo turno          | Primo turno          | Primo turno | Primo turno |  |  | Ultimo turno         | Ultimo turno         | Ultimo turno | Ultimo turno | Ultimo turno |  |
|  |                      |                      |                      |             |             |  |  |                      |                      |              |              |              |  |
|  | Daniel Gimeno Traver | Daniel Gimeno Traver | Daniel Gimeno Traver | 6           | 6           |  |  |                      |                      |              |              |              |  |
|  | Marcus Daniell       | Marcus Daniell       | Marcus Daniell       | 3           | 2           |  |  | Daniel Gimeno Traver | Daniel Gimeno Traver | 4            | 6            | 2            |  |
|  |                      | Gilles Müller        | Gilles Müller        | 6           | 6           |  |  | Gilles Müller        | Gilles Müller        | 6            | 2            | 6            |  |
|  | 5                    | Nicolás Massú        | Nicolás Massú        | 3           | 3           |  |  |                      |                      |              |              |              |  |

### Sezione 3
|  | Primo turno             | Primo turno             | Primo turno             | Primo turno | Primo turno |  |  | Ultimo turno | Ultimo turno    | Ultimo turno    | Ultimo turno | Ultimo turno |  |
|  |                         |                         |                         |             |             |  |  |              |                 |                 |              |              |  |
|  | 2                       | Óscar Hernández         | 69                      | 6           | 6           |  |  |              |                 |                 |              |              |  |
|  |                         | Francesco Piccari       | 7                       | 2           | 3           |  |  | 2            | Óscar Hernández | Óscar Hernández | 7            | 6            |  |
|  | G.d. Jones              | G.d. Jones              | G.d. Jones              | 6           | 6           |  |  |              | G.d. Jones      | G.d. Jones      | 63           | 3            |  |
|  | Miguel-Angel Lopez Jaen | Miguel-Angel Lopez Jaen | Miguel-Angel Lopez Jaen | 2           | 1           |  |  |              |                 |                 |              |              |  |

### Sezione 4
|  | Primo turno     | Primo turno       | Primo turno       | Primo turno | Primo turno |  |  | Ultimo turno | Ultimo turno    | Ultimo turno | Ultimo turno | Ultimo turno |  |
|  |                 |                   |                   |             |             |  |  |              |                 |              |              |              |  |
|  | Colin Ebelthite | Colin Ebelthite   | 5                 | 6           | 6           |  |  |              |                 |              |              |              |  |
|  | Niels Desein    | Niels Desein      | 7                 | 2           | 2           |  |  |              | Colin Ebelthite | 1            | 7            | 6            |  |
|  | 7               | Vince Spadea      | Vince Spadea      | 7           | 6           |  |  | 7            | Vince Spadea    | 6            | 5            | 1            |  |
|  |                 | Mathieu Rodrigues | Mathieu Rodrigues | 5           | 2           |  |  |              |                 |              |              |              |  |

### Sezione 5
|  | Primo turno    | Primo turno     | Primo turno    | Primo turno | Primo turno |  |  | Ultimo turno | Ultimo turno   | Ultimo turno | Ultimo turno | Ultimo turno |  |
|  |                |                 |                |             |             |  |  |              |                |              |              |              |  |
|  | 3              | Bobby Reynolds  | 4              | 6           | 6           |  |  |              |                |              |              |              |  |
|  |                | Alexander Flock | 6              | 3           | 4           |  |  | 3            | Bobby Reynolds | 7            | 62           | 6            |  |
|  | Samuel Groth   | Samuel Groth    | Samuel Groth   | 6           | 6           |  |  |              | Samuel Groth   | 5            | 7            | 4            |  |
|  | Roman Borvanov | Roman Borvanov  | Roman Borvanov | 3           | 4           |  |  |              |                |              |              |              |  |

### Sezione 6
|  | Primo turno      | Primo turno      | Primo turno      | Primo turno | Primo turno |  |  | Ultimo turno | Ultimo turno     | Ultimo turno     | Ultimo turno | Ultimo turno |  |
|  |                  |                  |                  |             |             |  |  |              |                  |                  |              |              |  |
|  | Matwé Middelkoop | Matwé Middelkoop | Matwé Middelkoop | 7           | 7           |  |  |              |                  |                  |              |              |  |
|  | Nathan Thompson  | Nathan Thompson  | Nathan Thompson  | 6           | 65          |  |  |              | Matwé Middelkoop | Matwé Middelkoop | 6            | 6            |  |
|  | 6                | Diego Junqueira  | Diego Junqueira  | 6           | 7           |  |  | 6            | Diego Junqueira  | Diego Junqueira  | 1            | 1            |  |
|  |                  | Mikal Statham    | Mikal Statham    | 1           | 6(1)        |  |  |              |                  |                  |              |              |  |

### Sezione 7
|  | Primo turno    | Primo turno                 | Primo turno                 | Primo turno | Primo turno |  |  | Ultimo turno | Ultimo turno | Ultimo turno | Ultimo turno | Ultimo turno |  |
|  |                |                             |                             |             |             |  |  |              |              |              |              |              |  |
|  | 4              | Iván Navarro                | Iván Navarro                | 6           | 7           |  |  |              |              |              |              |              |  |
|  |                | Jonathan Dasnieres De Veigy | Jonathan Dasnieres De Veigy | 3           | 63          |  |  | 4            | Iván Navarro | 7            | 4            | 5            |  |
|  | John Isner     | John Isner                  | 7                           | 65          | 6           |  |  |              | John Isner   | 64           | 6            | 7            |  |
|  | Michael Lammer | Michael Lammer              | 65                          | 7           | 3           |  |  |              |              |              |              |              |  |

### Sezione 8
|  | Primo turno     | Primo turno     | Primo turno     | Primo turno | Primo turno |  |  | Ultimo turno | Ultimo turno    | Ultimo turno    | Ultimo turno | Ultimo turno |  |
|  |                 |                 |                 |             |             |  |  |              |                 |                 |              |              |  |
|  | Ruben Bemelmans | Ruben Bemelmans | Ruben Bemelmans | 6           | 6           |  |  |              |                 |                 |              |              |  |
|  | Pablo Andújar   | Pablo Andújar   | Pablo Andújar   | 3           | 2           |  |  |              | Ruben Bemelmans | Ruben Bemelmans | 1            | 3            |  |
|  | 8               | Thomaz Bellucci | Thomaz Bellucci | 6           | 6           |  |  | 8            | Thomaz Bellucci | Thomaz Bellucci | 6            | 6            |  |
|  |                 | Finn Tearney    | Finn Tearney    | 3           | 0           |  |  |              |                 |                 |              |              |  |